# Kōsuke Kinoshita
Kōsuke Kinoshita (木下 康介 Kinoshita Kōsuke?, Minato, Tokio, 3 de octubre de 1994) es un futbolista japonés. Juega de delantero y su equipo es el Sanfrecce Hiroshima de la J1 League.

## Clubes
| Club                | País     | Año       |
| ------------------- | -------- | --------- |
| S. C. Friburgo II   | Alemania | 2013-2016 |
| F. C. Homburgo      | Alemania | 2016      |
| Halmstads BK        | Suecia   | 2017-2019 |
| Sint-Truidense      | Bélgica  | 2019      |
| Stabæk IF           | Noruega  | 2019-2021 |
| Urawa Red Diamonds  | Japón    | 2021      |
| Mito HollyHock      | Japón    | 2022      |
| Kyoto Sanga F. C.   | Japón    | 2023      |
| Kashiwa Reysol      | Japón    | 2024-2025 |
| Sanfrecce Hiroshima | Japón    | 2025-     |

## Palmarés

### Títulos nacionales
| Título             | Club               | País  | Año  |
| ------------------ | ------------------ | ----- | ---- |
| Copa del Emperador | Urawa Red Diamonds | Japón | 2021 |